# Andrzej Strug
Andrzej Strug (sinh ngày 28 tháng 11 năm 1871 - mất ngày 9 tháng 12 năm 1937) là một chính trị gia, nhà văn, nhà báo người Ba Lan. Ông đã từng từ chối lời đề nghị gia nhập Học viện Văn học Ba Lan danh tiếng.

## Sự nghiệp
Trong thời kỳ thế chiến thứ nhất diễn ra, Strug tham gia chiến đấu trong Lữ đoàn thứ nhất của Quân đoàn Ba Lan được chỉ huy bởi Nguyên soái Józef Piłsudski. Sau khi Ba Lan giành lại độc lập vào năm 1918, Strug vẫn duy trì hoạt động tích cực trong các lĩnh vực chính trị và xã hội.
Đối với sự nghiệp sáng tác, ông là cây bút chuyên khai thác đề tài về chiến tranh, về Quân đoàn Ba Lan và sự khao khát về một xã hội công bằng.

## Tác phẩm
| - Ludzie podziemni (1908) - Jutro (1908) - Dzieje jednego pocisku (1910) - Ojcowie nasi (1911) - Portret (1912) - Zakopanoptikon (1913-1914) - Pieniądz (1914) - Chimera (1918) - Wyspa zapomnienia (1920) |  | - Odznaka za wierną służbę (1921) - Mogiła nieznanego żołnierza (1922) - Pokolenie Marka Świdy (1925) - Fortuna kasjera Śpiewankiewicza (1928) - Pisma (1930-1931) - Żółty Krzyż (1932-1933) - Miliardy (1937) - W Nienadybach byczo jest (1937) |